# Nebos
Nebos (* 1976; † 26. Juni 1999) war ein dunkelbrauner, 166 cm großer Englischer Vollbluthengst ohne Abzeichen. Er war ein erfolgreiches Rennpferd, gezogen von Margit von Batthyány.

## Rennlaufbahn
Zwischen 1979 und 1981 siegte er unter seinem Jockey Lutz Mäder u. a im Großen Preis von Baden, im Preis von Europa und dem Aral-Pokal. Seine Rennlaufbahn war geprägt von der Auseinandersetzung mit seinem gleich starken Widersacher Königsstuhl. 1980 wurde er zum Galopper des Jahres gewählt, seine Gewinnsumme beträgt 1.265.955 DM.

## Zuchtlaufbahn
Nach seiner Rennkarriere war er sehr erfolgreich als Deckhengst tätig und gewann 1987 das Championat der Vaterpferde in Deutschland. Er starb 1999.